# ميدلتون (ويسكونسن)
ميدلتون (بالإنجليزية: Middleton, Wisconsin)‏ هي بلدة و third-class city تقع في الولايات المتحدة في مقاطعة دان (ويسكونسن). يقدر عدد سكانها بـ 17,442 نسمة ومساحتها 23.62 كم2 .

## التركيبة السكانية
قام مكتب تعداد الولايات المتحدة بتحديد بيانات التركيبة السكانية لميدلتون في تعداد الولايات المتحدة. في ما يلي، التركيبة السكانية حسب تعدادي 2000 و2010.

### تعداد عام 2000
بلغ عدد سكان ميديلتاون 2,978 نسمة بحسب تعداد عام 2000، وبلغ عدد الأسر 1,017 أسرة وعدد العائلات 755 عائلة مقيمة في المدينة. في حين سجلت الكثافة السكانية 1,696.8 نسمة لكل ميل مربع (655.1/كم2). وبلغ عدد الوحدات السكنية 1,066 وحدة بمتوسط كثافة قدره 607.4 نسمة لكل ميل مربع (234.5/كم2).
وتوزع التركيب العرقي للمدينة بنسبة 91.67% من البيض و 1.07% من الأمريكيين الأصليين و 0.24% من الأمريكيين ذوي الأصول الآسيوية و 0.24% من سكان جزر المحيط الهادئ و 0.30% من الأمريكيين الأفارقة و 2.96% من عرقين مختلطين أو أكثر.
بلغ عدد الأسر 1,017 أسرة كانت نسبة 43.8% منها لديها أطفال تحت سن الثامنة عشر تعيش معهم، وبلغت نسبة الأزواج القاطنين مع بعضهم البعض 57.6% من أصل المجموع الكلي للأسر، ونسبة 11.6% من الأسر كان لديها معيلات من الإناث دون وجود شريك، وكانت نسبة 25.7% من غير العائلات. تألفت نسبة 18.5% من أصل جميع الأسر من أفراد ونسبة 6.9% كانوا يعيش معهم شخص وحيد يبلغ من العمر 65 عاماً فما فوق. وبلغ متوسط حجم الأسرة المعيشية 3.35، أما متوسط حجم العائلات فبلغ 2.93.
بلغ العمر الوسطي للسكان 28 عاماً. وكانت نسبة 34.2% من القاطنين تحت سن الثامنة عشر، وكانت نسبة 10.4% بين الثامنة عشر والأربعة وعشرون عاماً، ونسبة 31.9% كانت واقعةً في الفئة العمرية ما بين الخامسة والعشرون حتى والأربعة وأربعون عاماً، ونسبة 15.8% كانت ما بين الخامسة والأربعون حتى الرابعة والستون، ونسبة 7.7% كانت ضمن فئة الخامسة والستون عاماً فما فوق. يوجد لكل 100 أنثى 97.9 ذكر، ويوجد لكل 100 أنثى في الثامنة عشر من عمرها فما فوق 94.9 ذكر.
بلغ متوسط دخل الأسرة في المدينة 32,665 دولار، أما متوسط دخل العائلة فبلغ 34,734 دولار. وكان متوسط دخل الذكور 27,298 دولار مقابل 20,792 دولار للإناث. وسجل دخل الفرد الخاص بالمدينة 12,447 دولار. وكانت نسبة 7.5% من العائلات ونسبة 10.4% من السكان تحت خط الفقر، وكان من هؤلاء نسبة 12.8% تحت سن الثامنة عشر ونسبة 16.5% في الخامسة والستين من العمر وما فوق.

### تعداد عام 2010
بلغ عدد سكان ميدلتون 17,442 نسمة بحسب تعداد عام 2010، وبلغ عدد الأسر 8,037 أسرة وعدد العائلات 4,453 عائلة مقيمة في المدينة. في حين سجلت الكثافة السكانية 1,942.3 نسمة لكل ميل مربع (749.9/كم2). وبلغ عدد الوحدات السكنية 8,565 وحدة بمتوسط كثافة قدره 953.8 لكل ميل مربع (368.3/كم2).
وتوزع التركيب العرقي للمدينة بنسبة 87.1% من البيض و 0.3% من الأمريكيين الأصليين و 4.2% من الأمريكيين ذوي الأصول الآسيوية و 3.5% من الأمريكيين الأفارقة و 2.5% من عرقين مختلطين أو أكثر.
بلغ عدد الأسر 8,037 أسرة كانت نسبة 26.7% منها لديها أطفال تحت سن الثامنة عشر تعيش معهم، وبلغت نسبة الأزواج القاطنين مع بعضهم البعض 43.6% من أصل المجموع الكلي للأسر، ونسبة 8.7% من الأسر كان لديها معيلات من الإناث دون وجود شريك، بينما كانت نسبة 3.0% من الأسر لديها معيلون من الذكور دون وجود شريكة وكانت نسبة 44.6% من غير العائلات. تألفت نسبة 36.0% من أصل جميع الأسر من أفراد ونسبة 9.4% كانوا يعيش معهم شخص وحيد يبلغ من العمر 65 عاماً فما فوق. وبلغ متوسط حجم الأسرة المعيشية 2.86، أما متوسط حجم العائلات فبلغ 2.16.
بلغ العمر الوسطي للسكان 39.1 عاماً. وكانت نسبة 21.8% من القاطنين تحت سن الثامنة عشر، وكانت نسبة 7.5% بين الثامنة عشر والأربعة وعشرون عاماً، ونسبة 29.1% كانت واقعةً في الفئة العمرية ما بين الخامسة والعشرون حتى والأربعة وأربعون عاماً، ونسبة 29.3% كانت ما بين الخامسة والأربعون حتى الرابعة والستون، ونسبة 12.3% كانت ضمن فئة الخامسة والستون عاماً فما فوق. وتوزع التركيب الجنسي للسكان بنسبة 48.3% ذكور و51.7% إناث.